# 1878 في الأرجنتين
فيما يلي قوائم الأحداث التي وقعت خلال عام 1878 في الأرجنتين.

## سياسة

### تعيين في المنصب
- 1 يناير – جوان بوتيستا البيردي عضو مجلس النواب في الأرجنتين.

## مواليد

### نوفمبر
- 1 نوفمبر – كارلوس سافيدرا لاماس سياسي أرجنتيني.

## وفيات

### فبراير
- 26 فبراير – خوان ماريا غوتييريث (مواليد 1809) سياسي أرجنتيني.